# Vztyčnořitka lipová
Vztyčnořitka lipová (Phalera bucephala) je druh motýla z čeledi hřbetozubcovití. Svým zbarvením připomíná větvičku břízy bělokoré. Český název „vztyčnořitka“ vychází z faktu, že při podráždění zdvihá oba konce těla současně.

## Popis
Rozpětí křídel u dospělého jedince se pohybuje v rozmezí 48–64 mm. Hlava a hruď jsou světle žluté, zadní okraj hrudi a krytky křídel jsou stříbřitě šedé. Na apexu křídel se nachází velká žlutá skvrna. Housenka je žlutočerně pruhovaná a bíle ochlupená. Hlava je černá. Vajíčka jsou bílá a jsou kladena ve skupinách na spodní stranu listů.

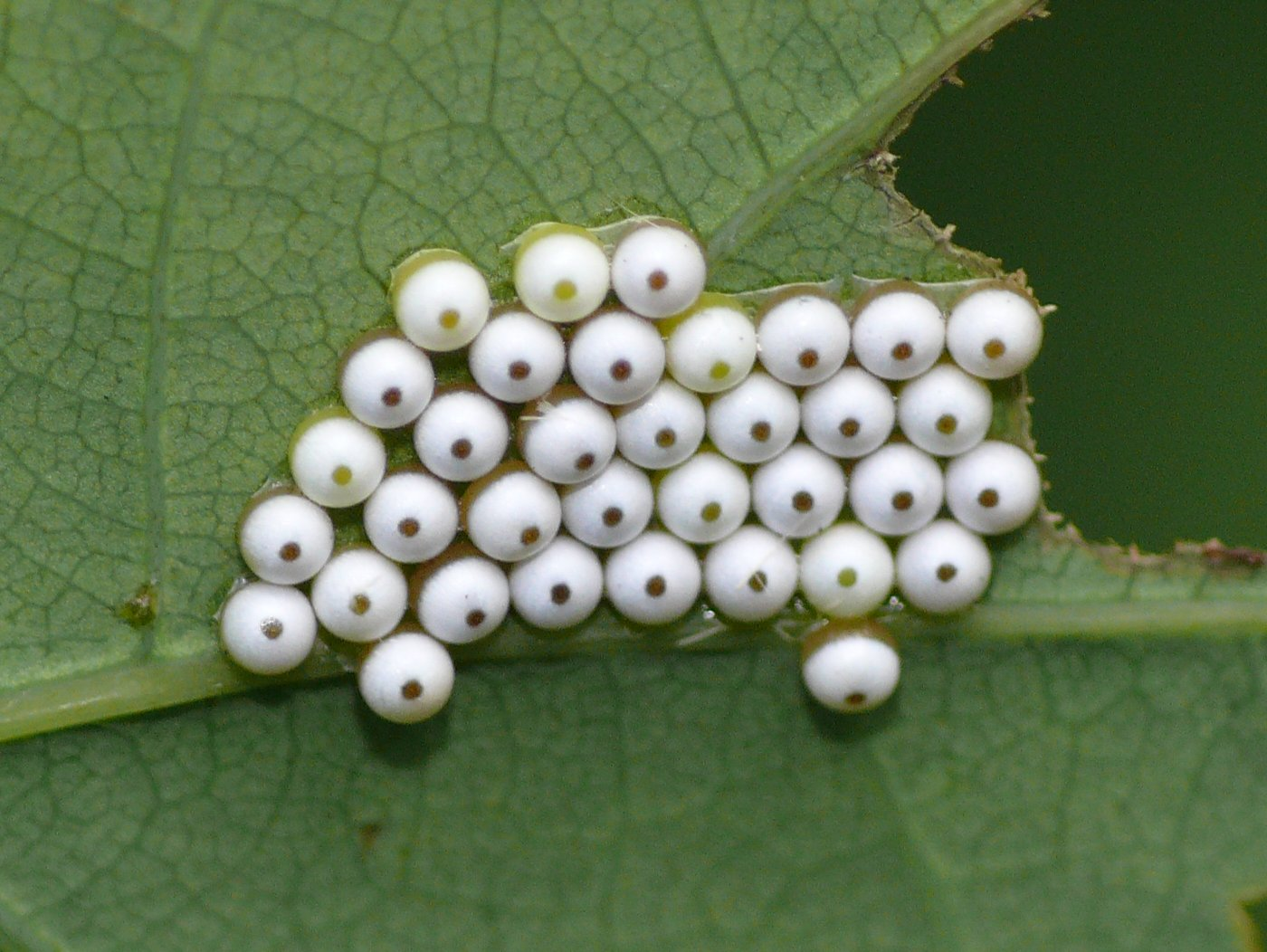
Vajíčka
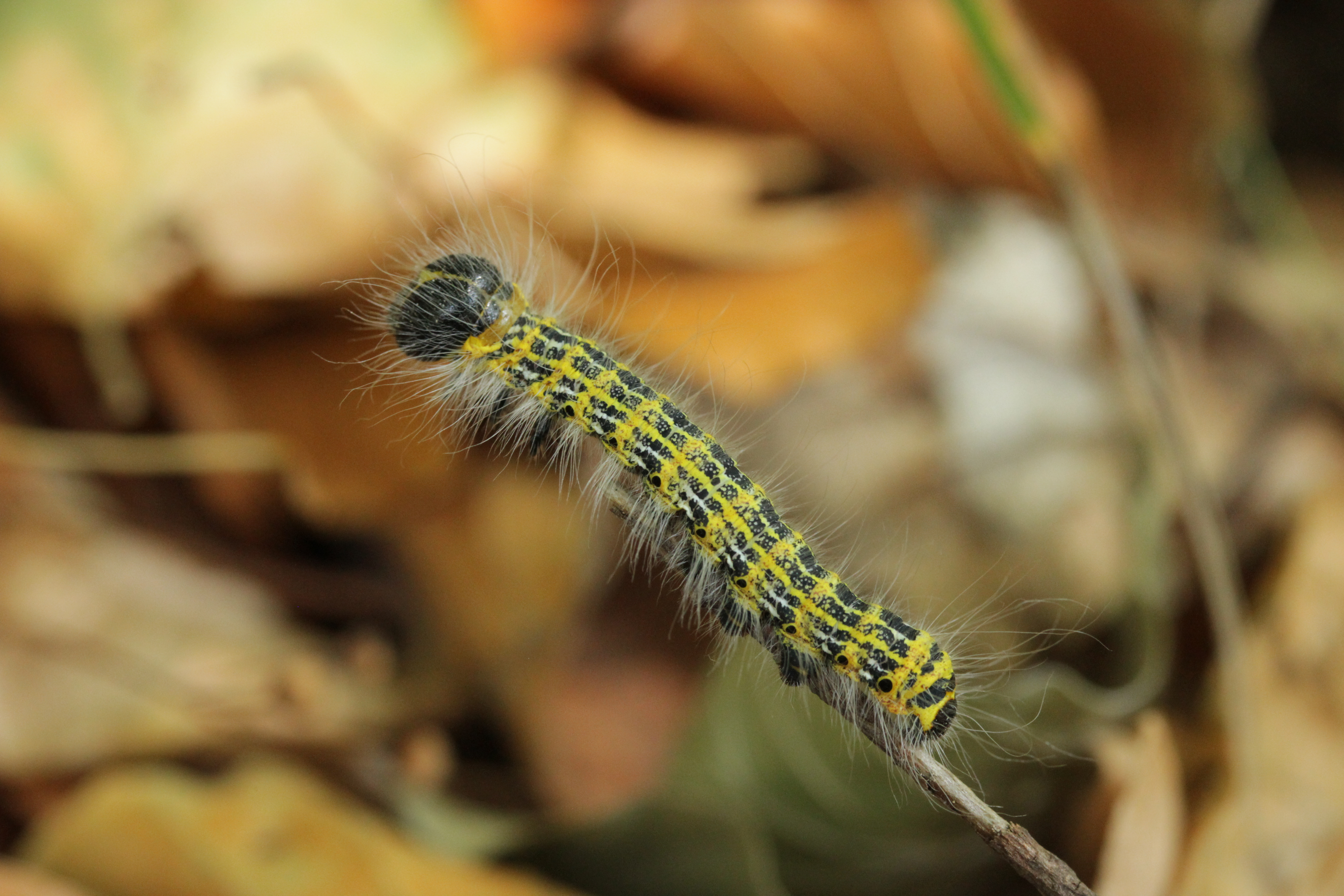
Larva
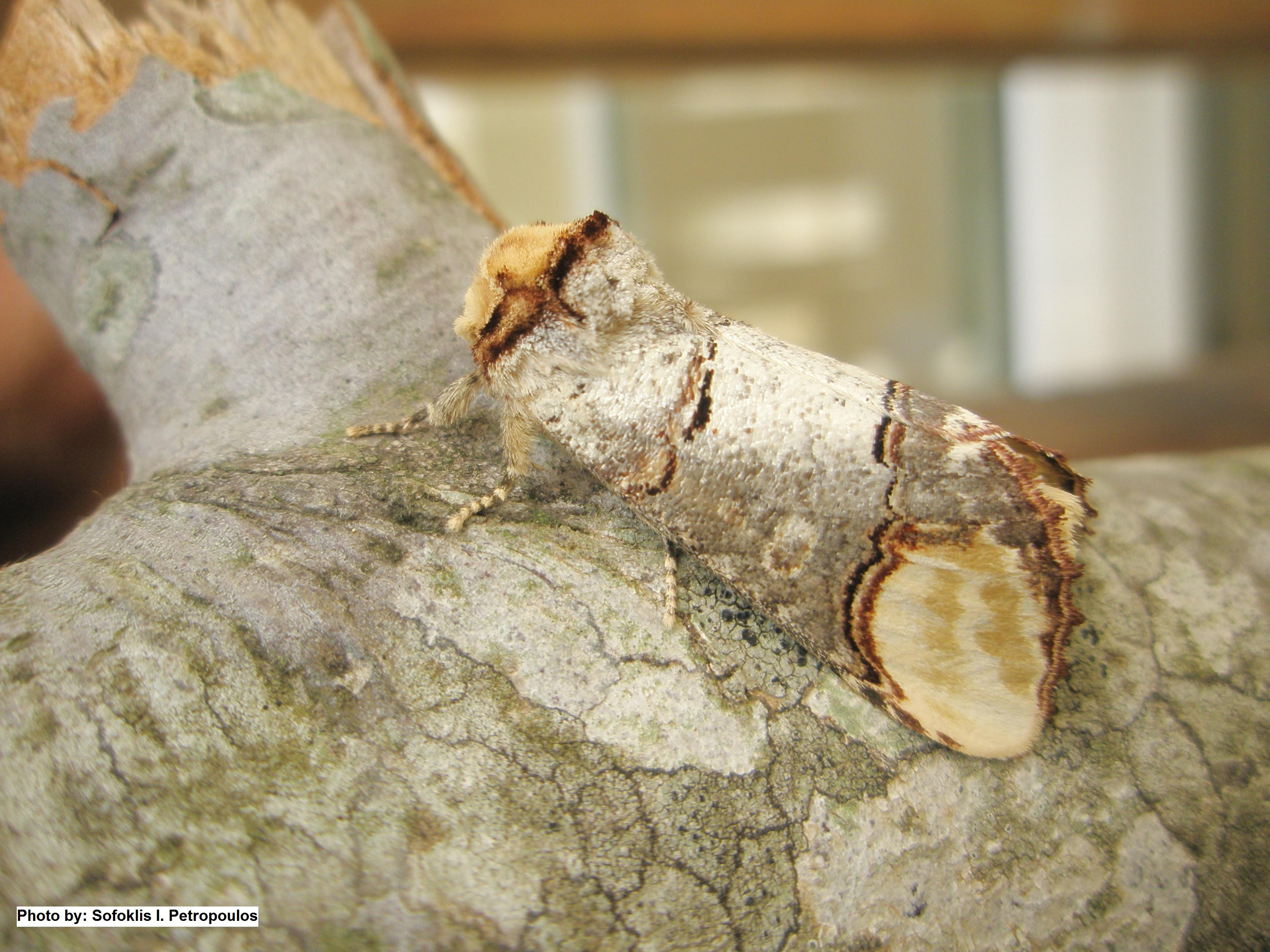
Mimikry dospělého jedince

## Rozšíření
Vztyčnořitka lipová se vyskytuje v Evropě, na severu sahá výskyt až k polárnímu kruhu. Nejhojnější je v jižní Evropě. Preferuje listnaté a smíšené lesy, aleje, zahrady a parky, kde létá od května do srpna. Aktivní jsou především v noci, přes den sedí nízko na kmenech stromů nebo v trávě.